# Governador centrífugo

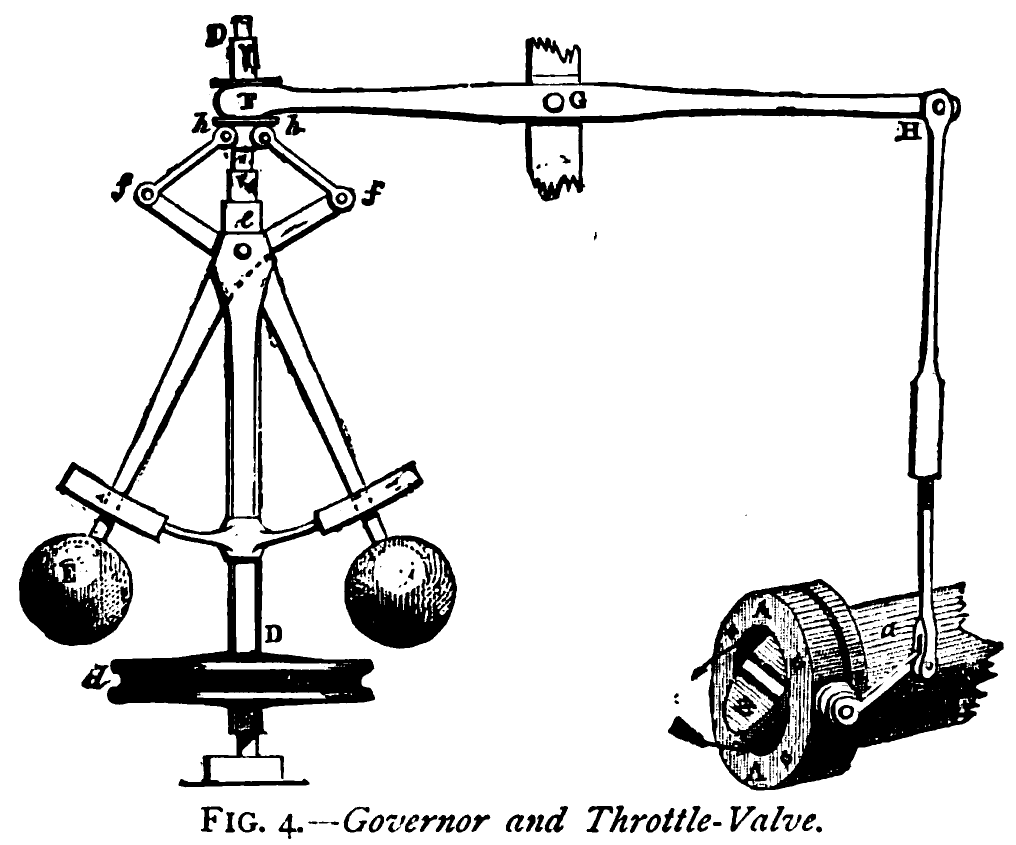
Desenho de um governador centrífugo

Um governador centrífugo é um tipo específico de dispositivo que controla a velocidade de um motor através da regulação da quantidade de combustível (ou fluido de trabalho) admitido, de forma a manter uma velocidade aproximadamente constante, qualquer que seja a carga ou as condições de fornecimento de combustível. Ele usa o princípio de controle proporcional.
É mais frequentemente visto em máquinas a vapor onde regula a admissão do vapor no(s) cilindro(s). Também é encontrado em motores de combustão interna e em diversas turbinas a combustível, assim como em alguns modernos e impressionantes relógios.

## Operação
O dispositivo mostrado é de uma máquina a vapor. A potência é transmitida ao governador através do eixo de saída do motor, por meio (neste caso) de uma correia ou corrente (não mostrada), conectada à roda da correia inferior. O governador é conectado à válvula de controle de potência (acelerador) que regula o fluxo do fluido de trabalho (vapor) que, por sua vez, supre o propulsor da locomotiva (não mostrada). À medida que a velocidade do propulsor aumenta, o eixo central do governador gira em um ritmo mais acelerado e a energia cinética das bolas aumenta. Isso permite que as duas massas nos braços de alavanca movam-se para fora e para cima, contra a gravidade. Se o movimento vai longe o suficiente, este movimento faz com que os braços de alavanca puxem para baixo um rolamento de empuxo, que move um eixo de ligação, que, por sua vez, reduz a abertura da válvula borboleta. A taxa de fluido de trabalho que entra no cilindro é portanto reduzida e a velocidade do propulsor é controlada, evitando um excesso de velocidade.
Limitadores mecânicos de movimento podem ser usados para limitar a amplitude de movimento do acelerador, como pode ser visto perto das massas na imagem à direita.
A direção da alavanca do braço que segura a massa será ao longo da soma vetorial dos vetores da força centrífuga reativa e da força gravitacional.

## História

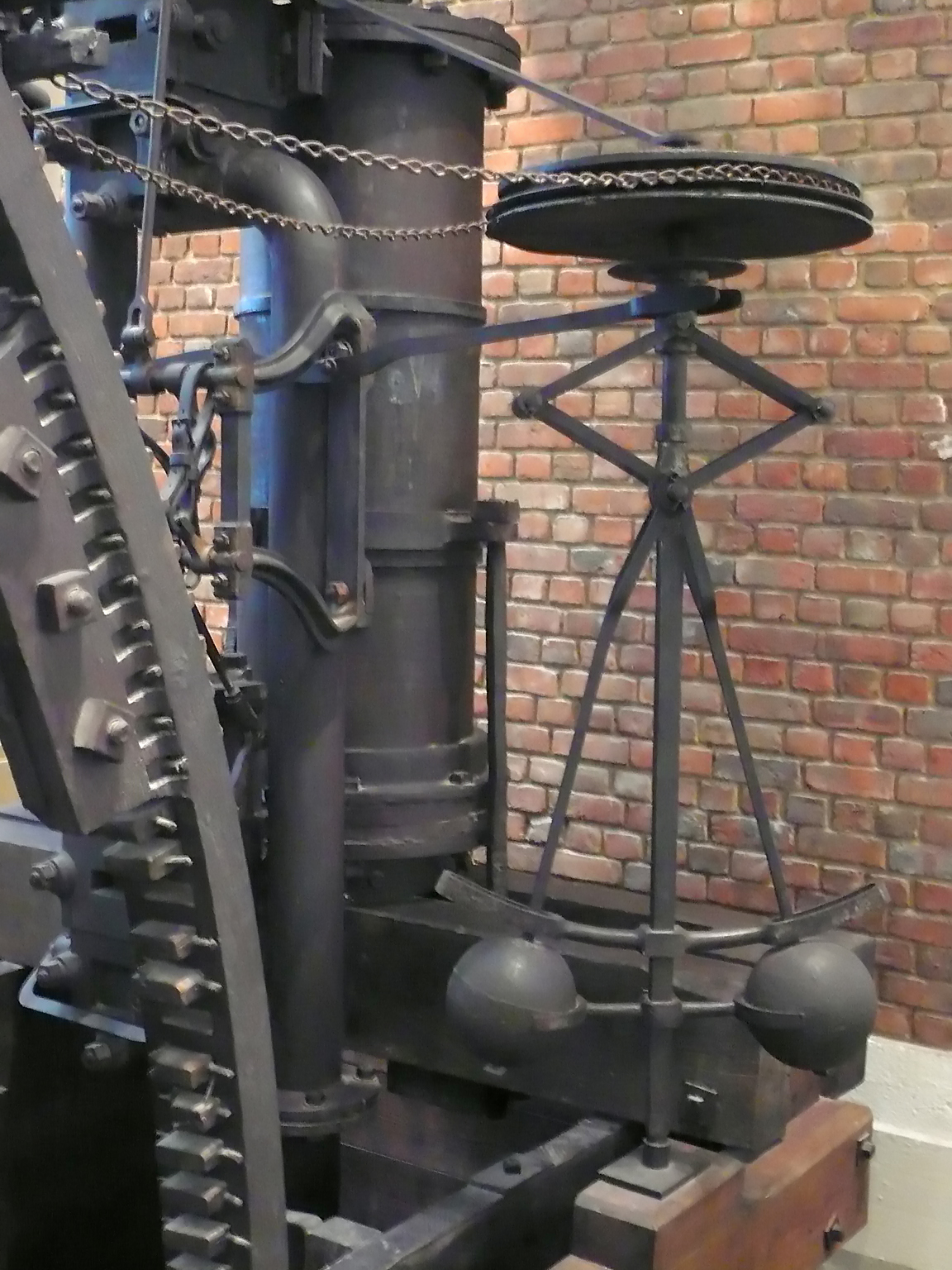
Motor a vapor de Boulton & Watt, de 1788

James Watt projetou seu primeiro governador centrífugo em 1788, seguindo uma sugestão de seu parceiro de negócios Matthew Boulton. Era um governador com pêndulo cônico e uma das últimas da série de inovações que Watt empregou para as máquinas a vapor. James Watt nunca avocou para si a invenção do governador centrífugo. Os governadores centrífugos foram usados para regular a distância e a pressão entre os mós em moinhos de vento desde o século XVII. Há portanto um mal-entendido sobre que James Watt tenha sido o inventor deste dispositivo .
Uma estátua gigante do governador de Watt permanece erigida em Smethwick, no condado inglês de West Midlands. É conhecida como flyball governor (governador de bolas flutuantes).
Outro tipo de governador centrífugo consiste de um par de massas sobre um eixo dentro de um cilindro, as massas ou o cilindro sendo revestidas com almofadas, de certa forma parecendo com um freio a tambor. Esso tipo de governador é usado em toca-discos acionados a mola e em mecanismos de discagem de aparelhos telefônicos acionados a mola,  para limitar sua velocidade.

## Sistemas dinâmicos
O governador centrífugo é frequentemente usado nas ciências cognitivas como um exemplo de um sistema dinâmico (Tim van Gelder), no qual a representação da informação não pode ser claramente separada das operações que estão sendo aplicadas à representação. E, devido ao governador ser um servomecanismo, sua análise em um sistema dinâmico está longe de trivial.  Em 1868, James Clerk Maxwell escreveu o famoso artigo "On governors" ("Sobre os governadores")  que é amplamente considerado um clássico na teoria de controle por realimentação. Maxwell distingue moderadores (um freio centrífugo) e governadores que controlam a entrada de potência motora. Ele considera dispositivos de James Watt, do professor engenheiro James Thomson, de Fleeming Jenkin, de William Thomson (1º Barão de Kelvin), de Leon Foucault e de Carl Wilhelm Siemens (um governador líquido).
Em uma passagem amplamente conhecida do seu famoso artigo de 1858 para a Linnean Society of London, que levou Charles Darwin a publicar seu monumental "A origem das espécies" ("On the Origin of Species"), Alfred Russel Wallace escreve sobre o princípio evolucionário:
A ação deste princípio é exatamente como aquela do governador centrífugo da máquina a vapor, que verifica e corrige quaisquer irregularidades antes que se tornem evidentes; e de maneira semelhante nenhuma deficiência no desequilíbrio do reino animal pode jamais atingir uma magnitude exagerada, por que ela se fará sentida desde sua primeira alteração, tornando difícil sua existência e quase certa sua extinção em breve..
O ciberneticista e antropólogo Gregory Bateson observaria nos anos de 1970 que, embora vendo isto somente como uma ilustração, Wallace tinha "provavelmente dito a coisa mais poderosa que teria sido dita no século XIX". Bateson revisitou o tópico no seu livro de 1979 "Mind and Nature: A Necessary Unity" ("Mente e Natureza: Uma Unidade Necessária"), e outros acadêmicos deram continuidade na exploração da conexão entre a seleção natural e a teoria de sistemas.